# Grzegorz Piotrowski (lotnik)
Grzegorz Piotrowski, właśc. Grzegorz Junosza-Piotrowski (ur. 1 stycznia 1881, zm. 1 kwietnia 1935) – polski lotnik z pionierskiego okresu lotnictwa, oficer marynarki rosyjskiej.

## Młodość i początek służby
Urodził się 1 stycznia 1881 w Krakowie. Pochodził z rodziny szlacheckiej, posiadającej majątek w okolicy Smoleńska, a dzieciństwo spędził w Noworosyjsku, gdzie jego ojciec był zatrudniony jako inżynier przy budowie kolei. Ukończył studia prawnicze w Warszawie, lecz następnie podjął naukę w Szkole Morskiej w Petersburgu i wstąpił do rosyjskiej marynarki wojennej. Przez 6 lat służył jako oficer nawigacyjny we Flocie Bałtyckiej, pływając na krążownikach. W 1909 zainteresował się lotnictwem. Zgłosił się następnie na ochotnika na wyjazd do szkoły lotniczej do Francji, gdzie przybył wiosną 1910 z grupą innych oficerów rosyjskich, w tym Bronisławem Matyjewiczem-Maciejewiczem.

## Wczesna kariera lotnicza
We Francji odbył kurs pilotażu w szkole lotniczej Bleriota w Pau, którą ukończył 29 sierpnia 1910, otrzymując dyplom pilota Aeroklubu Francji (brevet) numer 195. Przy wydaniu dyplomu doszło do spięcia z władzami, gdyż Piotrowski i Maciejewicz zażądali wpisania w rubryce "narodowość" narodowości polskiej, co mogło doprowadzić do problemów w stosunkach Francji z Rosją z uwagi na pozostawanie Polski pod zaborami. Ostatecznie, kompromisowo jako narodowość wpisano polonais-russe (polsko-rosyjską).
Po powrocie do Petersburga, Piotrowski wziął udział w pierwszym Wszechrosyjskim Mityngu Lotniczym we wrześniu 1910, latając samolotem Bleriot IX 2bis i zabierając pasażerów. 22 września 1910, z pasażerem – korespondentem dziennika "Russkoje Słowo", wykonał 27-kilometrowy przelot nad morzem z Petersburga do twierdzy Kronsztad na wyspie Kotlin, gdzie wylądował na podwórzu koszar. Przelot tej długości z pasażerem był wówczas sensacją światową i przyniósł mu dużą popularność. Podczas jednak lotu powrotnego kilka dni później, z mechanikiem bosmanmatem Czerepanowem, samolot rozbił się i Piotrowski odniósł poważne obrażenia.
Po wyzdrowieniu, w 1911 był przez kilka miesięcy instruktorem pilotażu w Wojskowej Szkole Pilotów w Sewastopolu. Następnie był wysłany do krajów Europy zachodniej w celu zapoznania się z systemami szkolenia lotników. Awansowany na kapitana, w 1913 został skierowany na stanowisko referenta lotniczego w Morskim Sztabie Generalnym. Pisał też artykuły do prasy, oraz napisał książkę "Hydroawiacja" (po rosyjsku), poświęconą przyszłemu rozwojowi lotnictwa morskiego. W ramach funkcji w sztabie morskim, brał udział w organizowaniu baz wodnosamolotów nad Morzem Bałtyckim i Czarnym.

## I wojna światowa i okres międzywojenny
Podczas I wojny światowej został włączony w skład misji adm. Wiesiołkina do Serbii. Był komendantem statku transportowego wożącego amunicję z Rosji do Belgradu przez Morze Czarne i Dunaj, a następnie adiutantem admirała. W styczniu 1915 został wyznaczony na rosyjskiego oficera łącznikowego do spraw lotnictwa morskiego przy Admiralicji brytyjskiej i wysłany do Wielkiej Brytanii. Delegowany następnie z misją wojskową do USA, organizował tam zakupy amerykańskich samolotów morskich dla Rosji, przewożonych drogą morską do Archangielska. Incydentalnie odbył loty bojowe wodnosamolotem w charakterze obserwatora z Zatoki Noworosyjskiej. W 1916 został mianowany zastępcą attaché morskiego, do spraw lotniczych, przy ambasadzie Rosji w Waszyngtonie. Przebywał głównie w Nowym Jorku, gdzie nawiązał kontakt z organizacjami Polonii. Pozostał tam przez pewien czas po zakończeniu wojny, w ramach organizujących się polskich placówek zagranicznych. W 1919 roku powrócił do Polski.
W 1932 roku wydał w Warszawie wspomnienia "Z wysokości lotu i w perspektywie czasu (Reportaż lotnika)". Zmarł 1 kwietnia 1935 w Warszawie. Pochowany na cmentarzu Powązkowskim (kwatera 87-2-8).

## Literatura
- Konieczny, Jerzy R.; Malinowski, Tadeusz: Mała encyklopedia lotników polskich, Warszawa 1983, ISBN 83-206-0337-4
- Jerzy Konieczny. Grzegorz Piotrowski. 195 pilot świata. „Skrzydlata Polska”. 4/1951, s. 82-83, kwiecień 1951. Warszawa: Wydawnictwa Komunikacji i Łączności. ISSN 0137-866X. OCLC 839207783.
- Janusz Kędzierski. Pierwsza pętla powietrzna. „Skrzydlata Polska”. 24/1953, s. 298-299, 13 września 1953. Warszawa: Wydawnictwa Komunikacji i Łączności. ISSN 0137-866X. OCLC 839207783.
- Janusz Kędzierski. Pierwsza pętla powietrzna (dokończenie). „Skrzydlata Polska”. 25/1953, s. 420, 20 września 1953. Warszawa: Wydawnictwa Komunikacji i Łączności. ISSN 0137-866X. OCLC 839207783.